# Dušan Švento
Dušan Švento (Ružomberok, 1º agosto 1985) è un ex calciatore slovacco, di ruolo centrocampista.

## Carriera

### Club

#### Ružomberok
Incomincia da giovanissimo a giocare nella squadra della sua città natale, il Ružomberok. Nel 2003 entra in prima squadra, nel giro di due anni giocherà appena 38 incontri realizzando 2 reti.

#### Slavia Praga
Nel 2005 è ingaggiato dai cechi dallo Slavia Praga, con cui conquista il titolo nazionale nelle stagioni 2007-2008 e 2008-2009. In cinque anni Švento giocherà 82 partite di campionato segnando 6 goal. Švento gioca la sua prima Champions League con lo Slavia Praga, che pero è subito eliminato al terzo turno preliminare dal Panathīnaïkos (1-2 in casa 0-1 ad Atene) nel 2008 e dai moldavi dello Sheriff Tiraspol nel 2009.

#### Salisburgo
Il 16 giugno 2009 è stato ingaggiato dal Salisburgo per 2 milioni di euro. Conquista il campionato austriaco alla sua prima stagione e si ripete nel 2011-2012 e nel 2013-2014, in entrambi i casi aggiungendo al titolo la coppa d'Austria.

#### Colonia
Il 12 maggio 2014 si trasferisce al Colonia con cui si lega per tre anni.

### Nazionale
Ha debuttato nella Slovacchia il 15 agosto 2006 contro Malta.
Viene convocato per gli Europei 2016 in Francia.

## Statistiche

### Cronologia presenze e reti in nazionale
| Cronologia completa delle presenze e delle reti in nazionale ― Slovacchia | Cronologia completa delle presenze e delle reti in nazionale ― Slovacchia | Cronologia completa delle presenze e delle reti in nazionale ― Slovacchia | Cronologia completa delle presenze e delle reti in nazionale ― Slovacchia | Cronologia completa delle presenze e delle reti in nazionale ― Slovacchia | Cronologia completa delle presenze e delle reti in nazionale ― Slovacchia | Cronologia completa delle presenze e delle reti in nazionale ― Slovacchia | Cronologia completa delle presenze e delle reti in nazionale ― Slovacchia |
| Data                                                                      | Città                                                                     | In casa                                                                   | Risultato                                                                 | Ospiti                                                                    | Competizione                                                              | Reti                                                                      | Note                                                                      |
| ------------------------------------------------------------------------- | ------------------------------------------------------------------------- | ------------------------------------------------------------------------- | ------------------------------------------------------------------------- | ------------------------------------------------------------------------- | ------------------------------------------------------------------------- | ------------------------------------------------------------------------- | ------------------------------------------------------------------------- |
| 15-8-2006                                                                 | Bratislava                                                                | Slovacchia                                                                | 3 – 0                                                                     | Malta                                                                     | Amichevole                                                                | -                                                                         |                                                                           |
| 2-9-2006                                                                  | Bratislava                                                                | Slovacchia                                                                | 6 – 1                                                                     | Cipro                                                                     | Qual. Euro 2008                                                           | -                                                                         |                                                                           |
| 6-9-2006                                                                  | Bratislava                                                                | Slovacchia                                                                | 0 – 3                                                                     | Rep. Ceca                                                                 | Qual. Euro 2008                                                           | -                                                                         |                                                                           |
| 7-10-2006                                                                 | Cardiff                                                                   | Galles                                                                    | 1 – 5                                                                     | Slovacchia                                                                | Qual. Euro 2008                                                           | 1                                                                         |                                                                           |
| 11-10-2006                                                                | Bratislava                                                                | Slovacchia                                                                | 1 – 4                                                                     | Germania                                                                  | Qual. Euro 2008                                                           | -                                                                         |                                                                           |
| 15-11-2006                                                                | Žilina                                                                    | Slovacchia                                                                | 3 – 1                                                                     | Bulgaria                                                                  | Amichevole                                                                | -                                                                         |                                                                           |
| 7-2-2007                                                                  | Jerez de la Frontera                                                      | Slovacchia                                                                | 2 – 2                                                                     | Polonia                                                                   | Amichevole                                                                | -                                                                         |                                                                           |
| 24-3-2007                                                                 | Strovolos                                                                 | Cipro                                                                     | 1 – 3                                                                     | Slovacchia                                                                | Qual. Euro 2008                                                           | -                                                                         |                                                                           |
| 28-3-2007                                                                 | Dublino                                                                   | Irlanda                                                                   | 1 – 0                                                                     | Slovacchia                                                                | Qual. Euro 2008                                                           | -                                                                         | 87’                                                                       |
| 6-6-2007                                                                  | Amburgo                                                                   | Germania                                                                  | 2 – 1                                                                     | Slovacchia                                                                | Qual. Euro 2008                                                           | -                                                                         |                                                                           |
| 20-8-2008                                                                 | Bratislava                                                                | Slovacchia                                                                | 0 – 2                                                                     | Grecia                                                                    | Amichevole                                                                | -                                                                         | 79’                                                                       |
| 6-9-2008                                                                  | Bratislava                                                                | Slovacchia                                                                | 2 – 1                                                                     | Irlanda del Nord                                                          | Qual. Mondiali 2010                                                       | -                                                                         | 60’                                                                       |
| 10-9-2008                                                                 | Maribor                                                                   | Slovenia                                                                  | 2 – 1                                                                     | Slovacchia                                                                | Qual. Mondiali 2010                                                       | -                                                                         | 46’                                                                       |
| 19-11-2008                                                                | Žilina                                                                    | Slovacchia                                                                | 4 – 0                                                                     | Liechtenstein                                                             | Amichevole                                                                | -                                                                         | 46’                                                                       |
| 11-2-2009                                                                 | Nicosia                                                                   | Cipro                                                                     | 3 – 2                                                                     | Slovacchia                                                                | Cyprus Tournament 2009                                                    | -                                                                         | 46’                                                                       |
| 14-10-2009                                                                | Chorzów                                                                   | Polonia                                                                   | 0 – 1                                                                     | Slovacchia                                                                | Qual. Mondiali 2010                                                       | -                                                                         | 76’                                                                       |
| 14-11-2009                                                                | Bratislava                                                                | Slovacchia                                                                | 1 – 0                                                                     | Stati Uniti                                                               | Amichevole                                                                | -                                                                         | 68’                                                                       |
| 17-11-2009                                                                | Žilina                                                                    | Slovacchia                                                                | 1 – 2                                                                     | Cile                                                                      | Amichevole                                                                | -                                                                         | 34’                                                                       |
| 3-3-2010                                                                  | Žilina                                                                    | Slovacchia                                                                | 0 – 1                                                                     | Norvegia                                                                  | Amichevole                                                                | -                                                                         | 77’                                                                       |
| 29-5-2010                                                                 | Klagenfurt                                                                | Slovacchia                                                                | 1 – 1                                                                     | Camerun                                                                   | Amichevole                                                                | -                                                                         | 46’                                                                       |
| 26-5-2012                                                                 | Klagenfurt                                                                | Polonia                                                                   | 1 – 0                                                                     | Slovacchia                                                                | Amichevole                                                                | -                                                                         |                                                                           |
| 30-5-2012                                                                 | Rotterdam                                                                 | Paesi Bassi                                                               | 2 – 0                                                                     | Slovacchia                                                                | Amichevole                                                                | -                                                                         |                                                                           |
| 6-2-2013                                                                  | Bruges                                                                    | Belgio                                                                    | 2 – 1                                                                     | Slovacchia                                                                | Amichevole                                                                | -                                                                         | 46’                                                                       |
| 22-3-2013                                                                 | Žilina                                                                    | Slovacchia                                                                | 1 – 1                                                                     | Lituania                                                                  | Qual. Mondiali 2014                                                       | -                                                                         |                                                                           |
| 26-3-2013                                                                 | Žilina                                                                    | Slovacchia                                                                | 0 – 0                                                                     | Svezia                                                                    | Amichevole                                                                | -                                                                         | 57’                                                                       |
| 7-6-2013                                                                  | Vaduz                                                                     | Liechtenstein                                                             | 1 – 1                                                                     | Slovacchia                                                                | Qual. Mondiali 2014                                                       | -                                                                         |                                                                           |
| 15-10-2013                                                                | Riga                                                                      | Lettonia                                                                  | 2 – 2                                                                     | Slovacchia                                                                | Qual. Mondiali 2014                                                       | -                                                                         |                                                                           |
| 15-11-2013                                                                | Breslavia                                                                 | Polonia                                                                   | 0 – 2                                                                     | Slovacchia                                                                | Amichevole                                                                | -                                                                         | 75’                                                                       |
| 5-3-2014                                                                  | Netanya                                                                   | Israele                                                                   | 1 – 3                                                                     | Slovacchia                                                                | Amichevole                                                                | -                                                                         | 66’                                                                       |
| 15-11-2014                                                                | Skopje                                                                    | Macedonia                                                                 | 0 – 2                                                                     | Slovacchia                                                                | Qual. Euro 2016                                                           | -                                                                         | 46’                                                                       |
| 18-11-2014                                                                | Žilina                                                                    | Slovacchia                                                                | 2 – 1                                                                     | Finlandia                                                                 | Amichevole                                                                | -                                                                         |                                                                           |
| 5-9-2015                                                                  | Oviedo                                                                    | Spagna                                                                    | 2 – 0                                                                     | Slovacchia                                                                | Qual. Euro 2016                                                           | -                                                                         |                                                                           |
| 9-10-2015                                                                 | Žilina                                                                    | Slovacchia                                                                | 0 – 1                                                                     | Bielorussia                                                               | Qual. Euro 2016                                                           | -                                                                         |                                                                           |
| 12-10-2015                                                                | Lussemburgo                                                               | Lussemburgo                                                               | 2 – 4                                                                     | Slovacchia                                                                | Qual. Euro 2016                                                           | -                                                                         |                                                                           |
| 25-3-2016                                                                 | Trnava                                                                    | Slovacchia                                                                | 0 – 0                                                                     | Lettonia                                                                  | Amichevole                                                                | -                                                                         | 82’                                                                       |
| 29-3-2016                                                                 | Dublino                                                                   | Irlanda                                                                   | 2 – 2                                                                     | Slovacchia                                                                | Amichevole                                                                | -                                                                         | 88’                                                                       |
| 27-5-2016                                                                 | Wels                                                                      | Georgia                                                                   | 1 – 3                                                                     | Slovacchia                                                                | Amichevole                                                                | -                                                                         | 87’                                                                       |
| 29-5-2016                                                                 | Augusta                                                                   | Germania                                                                  | 1 – 3                                                                     | Slovacchia                                                                | Amichevole                                                                | -                                                                         |                                                                           |
| 4-6-2016                                                                  | Trnava                                                                    | Slovacchia                                                                | 0 – 0                                                                     | Irlanda del Nord                                                          | Amichevole                                                                | -                                                                         |                                                                           |
| 11-6-2016                                                                 | Bordeaux                                                                  | Galles                                                                    | 2 – 1                                                                     | Slovacchia                                                                | Euro 2016 - 1º turno                                                      | -                                                                         |                                                                           |
| 15-6-2016                                                                 | Lilla                                                                     | Russia                                                                    | 1 – 2                                                                     | Slovacchia                                                                | Euro 2016 - 1º turno                                                      | -                                                                         | 72’                                                                       |
| 20-6-2016                                                                 | Saint-Étienne                                                             | Slovacchia                                                                | 0 – 0                                                                     | Inghilterra                                                               | Euro 2016 - 1º turno                                                      | -                                                                         | 57’                                                                       |
| 4-9-2016                                                                  | Trnava                                                                    | Slovacchia                                                                | 0 – 1                                                                     | Inghilterra                                                               | Qual. Mondiali 2018                                                       | -                                                                         | 78’                                                                       |
| 8-10-2016                                                                 | Lubiana                                                                   | Slovenia                                                                  | 1 – 0                                                                     | Slovacchia                                                                | Qual. Mondiali 2018                                                       | -                                                                         | 79’                                                                       |
| 11-10-2016                                                                | Trnava                                                                    | Slovacchia                                                                | 3 – 0                                                                     | Scozia                                                                    | Qual. Mondiali 2018                                                       | -                                                                         | 81’                                                                       |
| 11-11-2016                                                                | Trnava                                                                    | Slovacchia                                                                | 4 – 0                                                                     | Lituania                                                                  | Qual. Mondiali 2018                                                       | -                                                                         | 84’                                                                       |
| 15-11-2016                                                                | Vienna                                                                    | Austria                                                                   | 0 – 0                                                                     | Slovacchia                                                                | Amichevole                                                                | -                                                                         |                                                                           |
| Totale                                                                    |                                                                           | Presenze                                                                  | 47                                                                        |                                                                           | Reti                                                                      | 1                                                                         |                                                                           |

## Palmarès

### Club

#### Competizioni nazionali
- Campionato ceco: 3

Slavia Praga: 2007-2008, 2008-2009, 2016-2017
- Campionato austriaco: 3

Salisburgo: 2009-2010, 2011-2012, 2013-2014
- Coppa d'Austria: 2

Salisburgo: 2011-2012, 2013-2014